# Urteil des Bundesverfassungsgerichts zum Luftsicherheitsgesetz 2005
Das als Reaktion auf die am 11. September 2001 verübten Terroranschläge verabschiedete deutsche Luftsicherheitsgesetz (LuftSiG), in Kraft getreten am 15. Januar 2005, hielt der verfassungsrechtlichen Prüfung durch das Bundesverfassungsgericht in einem wesentlichen Punkt nicht Stand. Dies entschied das Gericht mit Urteil vom 15. Februar 2006.

## Tenor
§ 14 Abs. 3 LuftSiG alte Fassung ist mit Art. 2 Abs. 2 Satz 1 iVm. Art. 87a Abs. 2 und Art. 35 Abs. 2 und 3 sowie iVm. Art. 1 Abs. 1 des Grundgesetzes (GG) unvereinbar und nichtig.
Die alte, für nichtig erklärte Fassung von § 14 Abs. 3 LuftSiG lautete:
„Die unmittelbare Einwirkung mit Waffengewalt ist nur zulässig, wenn nach den Umständen davon auszugehen ist, dass das Luftfahrzeug gegen das Leben von Menschen eingesetzt werden soll, und sie das einzige Mittel zur Abwehr dieser gegenwärtigen Gefahr ist.“
Für ein solches Gesetz fehle es bereits an einer Gesetzgebungsbefugnis des Bundes. Art. 35 Abs. 2 Satz 2 und Abs. 3 Satz 1 GG, der den Einsatz der Streitkräfte bei der Bekämpfung von Naturkatastrophen oder besonders schweren Unglücksfällen regelt, erlaube dem Bund nicht einen Einsatz der Streitkräfte mit militärischen Waffen. Darüber hinaus sei § 14 Abs. 3 LuftSiG mit dem Grundrecht auf Leben und mit der Menschenwürdegarantie des Grundgesetzes nicht vereinbar, soweit von dem Einsatz der Waffengewalt tatunbeteiligte Menschen an Bord des Luftfahrzeugs betroffen werden. Diese würden dadurch, dass der Staat ihre Tötung als Mittel zur Rettung anderer benutzt, als bloße Objekte behandelt; ihnen werde dadurch der Wert abgesprochen, der dem Menschen um seiner selbst willen zukommt.

## Formell-verfassungsrechtliche Gründe
Dem Bund fehlt die Gesetzgebungsbefugnis zum Erlass der Regelung des § 14 Abs. 3 LuftSiG. Zwar hat er unmittelbar aus Art. 35 Abs. 2 Satz 2 und Abs. 3 Satz 1 GG das Recht zur Gesetzgebung für Regelungen, die das Nähere über den Einsatz der Streitkräfte bei der Bekämpfung von Naturkatastrophen und besonders schweren Unglücksfällen nach diesen Vorschriften und über das Zusammenwirken mit den beteiligten Ländern bestimmen. Allerdings steht die in § 14 Abs. 3 LuftSiG enthaltene Ermächtigung der Streitkräfte zur unmittelbaren Einwirkung auf ein Luftfahrzeug mit Waffengewalt mit Art. 35 GG nicht im Einklang.
1. Die Unvereinbarkeit von § 14 Abs. 3 LuftSiG mit Art. 35 Abs. 2 Satz 2 GG (regionaler Katastrophennotstand) ergibt sich allerdings nicht schon daraus, dass die Einsatzmaßnahme zu einem Zeitpunkt angeordnet und durchgeführt werden soll, zu dem sich zwar bereits ein erheblicher Luftzwischenfall ereignet hat (Entführung eines Flugzeugs), der besonders schwere Unglücksfall selbst (beabsichtigter Flugzeugabsturz) aber noch nicht eingetreten ist. Denn der Begriff des besonders schweren Unglücksfalls im Sinne des Art. 35 GG umfasst auch Vorgänge, die den Eintritt einer Katastrophe mit an Sicherheit grenzender Wahrscheinlichkeit erwarten lassen. Jedoch wahrt die unmittelbare Einwirkung auf ein Luftfahrzeug mit Waffengewalt deshalb nicht den Rahmen des Art. 35 Abs. 2 Satz 2 GG, weil diese Norm einen Kampfeinsatz der Streitkräfte mit spezifisch militärischen Waffen bei der Bekämpfung von Naturkatastrophen und besonders schweren Unglücksfällen nicht erlaubt. Die „Hilfe“, von der Art. 35 Abs. 2 Satz 2 GG spricht, wird den Ländern gewährt, damit sie die ihnen obliegende Aufgabe der Bewältigung von Naturkatastrophen und besonders schweren Unglücksfällen wirksam erfüllen können. Die Ausrichtung auf diese Aufgabe im Zuständigkeitsbereich der Gefahrenabwehrbehörden der Länder bestimmt notwendig auch die Art der Hilfsmittel, die beim Einsatz der Streitkräfte zum Zweck der Hilfeleistung verwendet werden dürfen. Sie können nicht von qualitativ anderer Art sein als diejenigen Mittel, die den Polizeikräften der Länder für die Erledigung ihrer Aufgaben originär zur Verfügung stehen.
2. § 14 Abs. 3 LuftSiG ist auch mit Art. 35 Abs. 3 Satz 1 GG nicht vereinbar. Danach ist im Fall des überregionalen Katastrophennotstands zum Einsatz der Streitkräfte ausdrücklich nur die Bundesregierung ermächtigt. Dem werden die Regelungen im Luftsicherheitsgesetz nicht in ausreichendem Maße gerecht. Sie sehen vor, dass der Verteidigungsminister im Benehmen mit dem Bundesinnenminister entscheidet, wenn eine rechtzeitige Entscheidung der Bundesregierung nicht möglich ist. Angesichts der knappen Zeit, die im vorliegenden Zusammenhang zur Verfügung stünde, wird die Bundesregierung danach bei der Entscheidung über den Einsatz der Streitkräfte nicht nur ausnahmsweise, sondern regelmäßig durch einen Einzelminister ersetzt. Dies macht deutlich, dass Maßnahmen der in § 14 LuftSiG normierten Art auf dem in Art. 35 Abs. 3 Satz 1 GG vorgesehenen Weg in der Regel nicht zu bewältigen sein werden.
3. Darüber hinaus ist der wehrverfassungsrechtliche Rahmen des Art. 35 Abs. 3 Satz 1 GG vor allem deshalb überschritten, weil auch im Fall eines überregionalen Katastrophennotstands ein Einsatz der Streitkräfte mit militärischen Waffen von Verfassungs wegen nicht erlaubt ist.

## Materiell-verfassungsrechtliche Gründe
§ 14 Abs. 3 LuftSiG ist auch mit dem Recht auf Leben (Art. 2 Abs. 2 Satz 1 GG) in Verbindung mit der Menschenwürdegarantie (Art. 1 Abs. 1 GG) nicht vereinbar, soweit von dem Einsatz der Waffengewalt tatunbeteiligte Menschen an Bord des Luftfahrzeugs betroffen werden. Die einem solchen Einsatz ausgesetzten Passagiere und Besatzungsmitglieder befinden sich in einer für sie ausweglosen Lage. Sie können ihre Lebensumstände nicht mehr unabhängig von anderen selbstbestimmt beeinflussen. Dies macht sie zum Objekt nicht nur der Täter. Auch der Staat, der in einer solchen Situation zur Abwehrmaßnahme des § 14 Abs. 3 LuftSiG greift, behandelt sie als bloße Objekte seiner Rettungsaktion zum Schutze anderer.
1. Eine solche Behandlung missachtet die Betroffenen als Subjekte mit Würde und unveräußerlichen Rechten. Sie werden dadurch, dass ihre Tötung als Mittel zur Rettung anderer benutzt wird, verdinglicht und entrechtlicht. Indem über ihr Leben von Staats wegen einseitig verfügt wird, wird den als Opfern selbst schutzbedürftigen Flugzeuginsassen der Wert abgesprochen, der jedem Menschen um seiner selbst willen zukommt. Unter der Geltung des Art. 1 Abs. 1 GG (Menschenwürdegarantie) ist ein Gesetz schlechterdings unvorstellbar, auf dessen Grundlage unschuldige Menschen vorsätzlich zu töten, die sich in einer derart hilflosen Lage befinden.
2. Die Annahme, dass derjenige, der als Besatzungsmitglied oder Passagier ein Luftfahrzeug besteigt, mutmaßlich in dessen Abschuss und damit in die eigene Tötung einwilligt, falls dieses in einen Luftzwischenfall verwickelt wird, ist eine lebensfremde Fiktion. Auch die Einschätzung, die Betroffenen seien ohnehin dem Tod geweiht, vermag ihrer Tötung nicht den Charakter eines Verstoßes gegen den Würdeanspruch dieser Menschen zu nehmen. Menschliches Leben und menschliche Würde genießen ohne Rücksicht auf die Dauer der physischen Existenz gleichen verfassungsrechtlichen Schutz.
3. Die teilweise vertretene Auffassung, dass die an Bord festgehaltenen Personen Teil einer Waffe geworden seien und sich als solche behandeln lassen müssten, bringt geradezu unverhohlen zum Ausdruck, dass die Opfer eines solchen Vorgangs nicht mehr als Menschen wahrgenommen werden.
4. Der Gedanke, der Einzelne sei im Interesse des Staatsganzen notfalls verpflichtet, sein Leben aufzuopfern, wenn es nur auf diese Weise möglich ist, das rechtlich verfasste Gemeinwesen vor Angriffen zu bewahren, die auf dessen Zusammenbruch und Zerstörung abzielen, führt ebenfalls zu keinem anderen Ergebnis. Denn im Anwendungsbereich des § 14 LuftSiG geht es nicht um die Abwehr von Angriffen, die auf die Beseitigung des Gemeinwesens und die Vernichtung der staatlichen Rechts- und Freiheitsordnung gerichtet sind.
5. Schließlich lässt sich § 14 LuftSiG auch nicht mit der staatlichen Schutzpflicht zugunsten derjenigen rechtfertigen, gegen deren Leben das als Tatwaffe missbrauchte Luftfahrzeug eingesetzt werden soll. Zur Erfüllung staatlicher Schutzpflichten dürfen nur solche Mittel verwendet werden, die mit der Verfassung in Einklang stehen. Gerade daran fehlt es im vorliegenden Fall.

§ 14 Abs. 3 LuftSiG ist dagegen mit Art. 2 Abs. 2 Satz 1 in Verbindung mit Art. 1 Abs. 1 GG insoweit materiell vereinbar, als sich die unmittelbare Einwirkung mit Waffengewalt gegen ein unbemanntes Luftfahrzeug oder ausschließlich gegen Personen richtet, die das Luftfahrzeug als Tatwaffe gegen das Leben von Menschen auf der Erde einsetzen wollen. Es entspricht der Subjektstellung des Angreifers, wenn ihm die Folgen seines selbstbestimmten Verhaltens persönlich zugerechnet werden und er für das von ihm in Gang gesetzte Geschehen in Verantwortung genommen wird. Auch der Verhältnismäßigkeitsgrundsatz ist gewahrt. Das mit § 14 LuftSiG verfolgte Ziel, Leben von Menschen zu retten, ist von solchem Gewicht, dass es den schwerwiegenden Eingriff in das Grundrecht auf Leben der Täter rechtfertigen kann. Die Schwere des gegen sie gerichteten Grundrechtseingriffs wird zudem dadurch gemindert, dass die Täter selbst die Notwendigkeit des staatlichen Eingreifens herbeigeführt haben und dieses Eingreifen jederzeit dadurch wieder abwenden können, dass sie von der Verwirklichung ihres verbrecherischen Plans Abstand nehmen. Gleichwohl hat die Regelung formell auch insoweit keinen Bestand, da es dem Bund schon an der Gesetzgebungskompetenz mangelt.